# Seinfeld: A XXX Parody
Seinfeld: A XXX Parody ist ein Pornofilm von New Sensations Video aus dem Jahr 2009. Bei dem Film handelt es sich um eine Parodie auf die TV-Serie Seinfeld.

## Inhalt
Gerry führt Elaina in einen Pornoladen, der von „Porn Nazi“ geführt wird, um sich Pornofilme zu besorgen. Gerry bekommt einen, Elaine nicht. Im weiteren Verlauf des Films kommt es zum Dreh eines eigenen Pornofilms durch Gregs Freund Crammer. Als der Film in die falschen Hände gerät, kommt es zu einigen Verwicklungen.

## Produktion
Das Drehbuch zu Seinfeld: A XXX Parody wurde von A. J. Slater geschrieben and Regie führte Lee Roy Myers. Drehbeginn war am 10. April 2009 im San Fernando Valley.
Myers legte den Film eng an die Originalserie Seinfeld an. Es sollte wie eine normale Folge aussehen, nur mit Sexszenen. Die Darsteller sahen deshalb vor Drehbeginn viele Folgen der Serie um die Charaktere besser darstellen zu können.

## Veröffentlichung
Der Film wurde am 29. Juni 2009 in den USA auf Blu-ray und DVD veröffentlicht. Der Vertrieb erfolgt weltweit von New Sensations Video und für Kanada von Valentine Video.

## Auszeichnungen
Der Film erhielt bei den 27. AVN Awards zehn Nominierungen in folgenden Kategorien:
- Best Couples Sex Scene
- Best Director
- Best DVD Extras.
- Best Makeup.
- Best Non-Sex Performance.
- Best Parody.
- Best Packaging.
- Best Screenplay.
- Best Supporting Actress
- Best Online Marketing Campaign

## Trivia
- Als Regina (Ashlynn Brooke) und The Porn Nazi (Evan Stone) sich das erste Mal treffen, fragt er sie: „Kenne ich dich nicht von irgendwo?“ und sie antwortet: „Ich glaube nicht“. Im Hintergrund dieser Szene befindet sich ein Poster von The Office: A XXX Parody in dem Brooke ebenfalls die Hauptrolle spielte.
- 2010 wurde ein Sequel mit dem Titel Seinfeld 2: A XXX Parody veröffentlicht. Bei den 28. AVN Awards erhielt er fünf Nominierungen.[3]